# سیارک ۱۹۴۶
سیارک ۱۹۴۶ (به انگلیسی: 1946 Walraven، نامگذاری:1931PH) هزار و نهصد و چهل و ششمین سیارک کشف شده‌است که در ۸ اوت ۱۹۳۱ کشف شد.
قدر مطلق سیارک برابر ۱۱٫۹۰ است.